# SKE48 エビカルチョ!
『SKE48 エビカルチョ!』（エスケーイーフォーティーエイト エビカルチョ）は、日本テレビで2014年10月12日から2015年1月4日まで、日曜日1:20 - 1:50（土曜日深夜）に放送されていたバラエティ番組。

## 概要
『SKE48 エビショー!』の後継番組。
大久保佳代子主催の「私設カジノパーティー」を舞台に、SKE48のメンバーが大久保オーナーの考えたさまざまな「人間レース」に挑戦、結果を予想し不正解だと「恐怖のお仕置き」を受けた。
放送済の番組本編は、インターネット配信（有料）のHulu（旧・日テレオンデマンド）で視聴できる。
『SKE48 エビショー!』に続いて、『電波少年』リバイバル企画第2弾「松村香織&谷真理佳のSKE48的懸賞生活〜アイドルは懸賞だけで生きていけるか?〜」が放送され、未公開部分を含む完全版がHuluにて限定配信される。さらに、2015年1月10日深夜から「松村香織&谷真理佳のビニール傘返却ヒッチハイクの旅」が独占配信される。

## 出演者

### レギュラー
- MC（オーナー）
  - 大久保佳代子（オアシズ）
- SKE48
  - チームS：東李苑、犬塚あさな、大矢真那、北川綾巴、後藤理沙子、佐藤実絵子、竹内舞、田中菜津美[注 2]、都築里佳、中西優香、野口由芽、二村春香、松井珠理奈、宮澤佐江[注 3]、宮前杏実、矢方美紀、山内鈴蘭、渡辺美優紀[注 4]
  - チームKII：阿比留李帆、荒井優希、石田安奈、内山命、江籠裕奈、大場美奈、神門沙樹、惣田紗莉渚、高木由麻奈、高柳明音、日高優月、古川愛李、古畑奈和、水埜帆乃香、山下ゆかり、山田菜々[注 5]、山田みずほ
  - チームE：磯原杏華、市野成美、岩永亞美、梅本まどか、加藤るみ、木本花音、熊崎晴香、小石公美子、小林亜実、斉藤真木子、酒井萌衣、佐藤すみれ、柴田阿弥、須田亜香里、谷真理佳、松井玲奈[注 6]
  - 研究生：青木詩織、井田玲音名、鎌田菜月、佐々木柚香、松村香織、山田樹奈
- ナレーター
  - 梶裕貴
  - ブリドカットセーラ恵美（第3回 - 第11回）

### ゲスト
- 内田眞由美、島田晴香（ともにAKB48）、村重杏奈（HKT48）（第2回）
- 矢野武（実況アナウンサー）（第3回、第6回、第11回[注 7]）
- 向島剣友会 小学生剣士3名（第6回）
- 一般小学生3名[注 8]（第7回）
- 田中咲百合（エアロビクス講師）、井尻百百子（チアエクササイズ講師）、岩坂美緒（フラエクササイズ講師）、MAIKO[注 9]（SKE48エクササイズ講師）、妃羽理（シノビックス講師）、伊藤隊長（自衛隊式エクササイズ講師）、あかつ（すもササイズ講師）（第8回）
- 新見昌也[注 10]（SKE48マネージャー）（第11回）

### SKE48的懸賞生活
- 谷真理佳（SKE48チームE）
- 松村香織（SKE48終身名誉研究生）
- 土屋敏男[注 11]（日本テレビプロデューサー）
- なすび（第2回）
- 須田亜香里（第6回）
- 小石公美子（第8回、第9回）

## 放送日程
| 回 | 放送日          | 企画内容 | 企画メンバー | 恐怖のお仕置き                            | 備考            |
| -- | --------------- | --- | --- | ----------------------------------------- | --------------- |
| 1  | 2014年 10月12日 | SKE48が男になったら一番ナンパが上手いのは誰だ? | 東、松井珠、宮澤 古川、山下、酒井 | 江籠ちゃんからの悪口                      | SKE48的懸賞生活 |
| 2  | 10月19日        | AKB48グループ最重量王は誰だ? | 大矢、大場、松井玲、水埜 内田、島田、村重 | 綾巴たんからの悪口                        | SKE48的懸賞生活 |
| 3  | 10月26日        | 階段ダッシュ選手権! 急げ、巫女さん! | 渡辺、高柳、山下 山田み、須田、松井玲 | 綾巴たんからの悪口 くまちゃんからの悪口   | SKE48的懸賞生活 |
| 4  | 11月2日         | SKE48同世代女子恋愛事情クイズ | 佐藤実 ほか一般女性 | 綾巴たんからの悪口                        | SKE48的懸賞生活 |
| 5  | 11月9日         | ラーメン二郎を一番早く完食できるのは誰だ? | 大矢、北川、松井珠 大場、古川、柴田 | 二村ちゃんからの悪口 くまちゃんからの悪口 | SKE48的懸賞生活 |
| 6  | 11月16日        | 次世代のSKE48最強タッグを探せ!タッグ剣道選手権 | 東、大矢、北川、江籠 市野、小石、小林、柴田 | 小林からの悪口                            | SKE48的懸賞生活 |
| 7  | 11月23日        | SKE48ちびっ子恋愛相談室 | 大矢、北川、松井珠、宮澤 宮前、高柳、古川、古畑、木本 小林、斉藤、柴田、須田                                                                          | -                                         | SKE48的懸賞生活 |
| 8  | 11月30日        | 1番根性があるのは誰だ?限界突破エクササイズ! | 山内、渡辺、古畑、木本、斉藤 | 神門ちゃんからの悪口                      | SKE48的懸賞生活 |
| 9  | 12月7日         | 新メンバー発掘オーディションin名古屋 | 後藤、佐藤実、竹内舞、都築 中西、野口、矢方、阿比留 荒井、石田、内山、惣田、高木 高柳、日高、山下、磯原 梅本、加藤、佐藤す、青木 井田、佐々木、山田樹 | -                                         | SKE48的懸賞生活 |
| 10 | 12月28日        | メンバーを一番ドキドキさせるのは誰だ!?ドキドキSKE48 | 東、犬塚、佐藤実、竹内舞 中西、二村、松井珠、宮澤 矢方、山内                                                                                          | 高柳のセクシー過ぎる 写真を公開           | SKE48的懸賞生活 |
| 11 | 2015年 1月4日   | SKE48ドッキリだらけの1時間スペシャル! - SKE48正直者検証 - SKE48忍耐力検証 - SKE48ムチャぶり対応力検証 - 研究生がターゲット 珠理奈の恋人がもしもSKE48のメンバーだったら | 大矢、北川、佐藤実、中西 松井珠、宮澤、大場、高柳 古川、古畑、斉藤、柴田 須田、青木、鎌田                                                             | -                                         | SKE48的懸賞生活 |

### 放送休止
- 12月14日・21日 - 「TOYOTAプレゼンツFIFAクラブワールドカップ」放送のため。

## スタッフ
- 企画プロデュース：秋元康
- 構成：三田卓人、大井洋一、渡辺陽介
- TM：木村博靖
- SW：村上和正
- カメラ：芳川和也（スウィッシュ・ジャパン）、鳥居亮太（NEWARK）
- 音声：椎根結花（スウィッシュ・ジャパン）、仙田浩司（NEWARK）
- VE：阿保毅
- 美術プロデューサー：栗原和也、大川明子
- デザイン：柿崎愛子
- 大道具：石川悟、松浦修、新山翼
- 小道具：伊沢英樹
- メイク：G-FORCE、鬼頭恵美
- スタイリスト：アップワード、オサレカンパニー
- 編集：山野井太郎（イカロス）
- MA：梶山恭一（イカロス）
- CG：森山ヒロカズ（森三平）
- 音効：Thee BLUEBEAT
- TK：山沢啓子
- 協力：AKS
- 企画協力：窪田康志（AKS）、佐野裕一（田辺音楽出版）
- 「エビカルチョ!」製作委員会：篠田大暢、土岐洋久、山本剛士、佐野絵梨
- AP：花塚増央、吉澤枝里子
- デスク：富重裕子
- AD：大山藍、光若令真、池田雅美、山口保奈美
- ディレクター：師岡靖成、吉田晃浩、中尾光佐[注 19]、平澤賢宗、馬場良仁
- 演出：藤井良記[注 20]
- プロデューサー：井原亮子、齋藤匠、輿石将大
- 演出プロデュース：毛利忍
- 統括プロデューサー：伊東修
- チーフプロデューサー：安岡喜郎
- 制作協力：acro
- 企画制作：日本テレビ
- 製作著作：「エビカルチョ!」製作委員会、D.N.ドリームパートナーズ、Vap

### 過去のスタッフ
- 編集：杉本啓二（イカロス）
- ディレクター：吉倉瑞穂
- チーフプロデューサー：藤井淳

## ネット局
| 放送対象地域 | 放送局     | 系列           | 放送日時                         | 放送期間                      | 備考      |
| ------------ | ---------- | -------------- | -------------------------------- | ----------------------------- | --------- |
| 関東広域圏   | 日本テレビ | 日本テレビ系列 | 日曜日 1:20 - 1:50（土曜日深夜） | 2014年10月12日 - 2015年1月4日 | 制作局    |
| 京都府       | KBS京都    | 独立局         | 木曜日 23:00 - 23:30             | 2015年7月2日 - 9月17日        | 9か月遅れ |

## Blu-ray・DVD
VAPからBlu-rayとDVDが発売された。
- SKE48 エビカルチョ! Blu-ray BOX（2015年9月25日発売 VPXF-72968）
- SKE48 エビカルチョ! DVD-BOX 初回限定生産（2015年9月25日発売 VPBF-29931）
  - 仕様（Blu-ray・DVD共通）：本編DISC3枚＋特典DISC1枚
  - 収録時間：本編約267分 + 特典映像約180分
  - 封入特典（Blu-ray・DVD共通）：フォトブックレット 32P、生写真3枚ランダム封入